# Odd Knotts
Odd Knotts è un cortometraggio muto del 1913. Il nome del regista non viene riportato nei crediti del film che aveva come interpreti E.H. Calvert, Ruth Hennessy, John Steppling, Augustus Carney.

## Trama
Imbarcato su una nave, Skipper Knott, capitano di una nave, lascia a casa moglie e figlia. Dopo qualche tempo, alla signora Knott arriva la notizia che il marito è morto in mare e l'avvocato che l'ha contattata le annuncia che riceverà alcuni soldi dell'assicurazione. Ormai vedova, la donna apre in casa una pensione. Uno dei suoi ospiti, tale Mike McCloskey, non paga la pigione e lei gli annuncia che dovrà andarsene se non provvederà in merito. L'uomo, trovando tra le proprie cose un vecchio libretto di banca dove ha depositato un solo dollaro, non ha scrupoli ad aggiungervi qualche zero, così da far sembrare che il conto ammonti a diecimila dollari. Quando la vedova Knott vede il documento, si rimangia la decisione di buttarlo fuori di casa ma, anzi gli prepara un sontuoso pasto accompagnato da vino pregiato. Una settimana più tardi, la vedova annuncia il proprio matrimonio con McCloskey. Il giorno delle nozze, però, sarà scombussolato dall'arrivo di Knott che non era per niente morto.

## Produzione
Il film fu prodotto dalla Essanay Film Manufacturing Company.

## Distribuzione
Distribuito negli Stati Uniti dalla General Film Company, il film - un cortometraggio di una bobina - uscì nelle sale cinematografiche l'11 febbraio 1913.